# Maffei 1
Maffei 1 is een massief elliptisch sterrenstelsel in het sterrenbeeld Cassiopeia. Ooit werd aangenomen dat het een lid was van de Lokale Groep van sterrenstelsels, maar nu is bekend dat het tot een aparte groep behoort, de IC 342/Maffei-groep die werd genoemd naar Paolo Maffei, die hem en de naburige Maffei 2 in 1967 ontdekte vanwege hun infrarode emissies.
Maffei 1 is een licht afgeplat elliptisch sterrenstelsel van het kerntype. Het heeft een doosachtige vorm en bestaat voornamelijk uit oude metaalrijke sterren. Het heeft een kleine blauwe kern waarin zich nog steeds sterren vormen. Zoals alle grote elliptische stelsels bevat het een aanzienlijke populatie van bolvormige sterrenhopen. Maffei 1 bevindt zich op een geschatte afstand van 3-4 megaparsecs van de Melkweg. Het is wellicht het dichtstbijzijnde elliptische reuzenstelsel.
Maffei 1 ligt in de zone of avoidance en wordt zwaar verduisterd door het stof van de Melkweg. Als het niet verborgen was, zou het een van de grootste (ongeveer 3/4 van de grootte van de volle maan), helderste, en bekendste sterrenstelsels aan de hemel zijn. Hij kan visueel worden waargenomen met een telescoop van 30-35 cm of groter aan een zeer donkere hemel.

## Ontdekking
De Italiaanse astronoom Paolo Maffei was een van de pioniers van de infraroodastronomie. In de jaren 50 en 60 gebruikte hij, om beelden van hoge kwaliteit te verkrijgen van hemelobjecten in het zeer nabije infrarode deel van het spectrum (de I-band, 680-880 nm), chemisch gehypersensibiliseerde standaard Eastman fotografische platen van het type I-N. Om de hyper-sensibilisatie te bereiken dompelde hij ze gedurende 3-5 minuten onder in een 5% ammoniakoplossing. Deze procedure verhoogde hun gevoeligheid aanzienlijk. Tussen 1957 en 1967 heeft Maffei met deze techniek veel verschillende objecten waargenomen, waaronder bolvormige sterrenhopen en planetaire nevels. Sommige van deze objecten waren helemaal niet zichtbaar op voor blauw licht (250-500 nm) gevoelige platen.
Het sterrenstelsel Maffei 1 werd ontdekt op een hypergevoelige I-N fotografische plaat belicht op 29 september 1967 met de Schmidttelescoop van het Asiago Observatorium. Maffei vond Maffei 1, samen met zijn metgezel spiraalstelsel Maffei 2, terwijl hij zocht naar diffuse nevels en T Tauri-sterren. Het object had een schijnbare grootte tot 50″ in het nabije infrarood, maar was niet zichtbaar op de bijbehorende voor blauw licht gevoelige plaat. In zijn spectrum ontbraken emissie- of absorptielijnen. Later werd aangetoond dat het ook radiostil was. In 1970 suggereerde Hyron Spinrad dat Maffei 1 een nabijgelegen zwaar verduisterd reusachtig elliptisch sterrenstelsel is. Maffei 1 zou tot de tien helderste sterrenstelsels aan de noordelijke hemel behoren als hij niet achter de Melkweg zou liggen.

## Afstand
Maffei 1 staat op slechts 0,55° van het galactische vlak, midden in de zone van uitdoving, en heeft te lijden van ongeveer 4,7 magnitudes uitdoving (een factor van ongeveer 1/70) in zichtbaar licht. Naast de extinctie wordt de waarneming van Maffei 1 nog verder bemoeilijkt door het feit dat hij wordt bedekt door myriaden zwakke Melkwegsterren, die gemakkelijk met zijn eigen sterren kunnen worden verward. Als gevolg daarvan is het bepalen van zijn afstand bijzonder moeilijk geweest.
In 1971, kort na zijn ontdekking, schatte Hyron Spinrad de afstand tot Maffei 1 op ongeveer 1 Mpc, waarmee hij binnen de Lokale Groep van melkwegstelsels zou vallen. In 1983 werd deze schatting bijgesteld tot 2,1+1,3-0.8 Mpc door Ronald Buta en Marshall McCall met behulp van de algemene relatie tussen de lichtkracht en de snelheidsdispersie voor elliptische melkwegstelsels (de Faber-Jackson-relatie). Die afstand plaatst Maffei 1 ver buiten de Lokale Groep, maar dichtbij genoeg om er in het verleden invloed op te hebben gehad.
In 1993 gebruikten Gerard Luppino en John Tonry oppervlaktehelderheidsfluctuaties om een nieuwe afstandsschatting tot Maffei 1 af te leiden van 4,15 ± 0,5 Mpc. Later in 2001 gebruikten Tim Davidge en Sidney van den Bergh adaptieve optiek om de helderste asymptotische reuzentaksterren in Maffei 1 waar te nemen en concludeerden dat deze zich op een afstand van 4,4+0,6-0,5 Mpc van de Zon staat. De nieuwste bepaling van de afstand tot Maffei 1, die gebaseerd is op de opnieuw gekalibreerde lichtkracht/velociteitsdispersierelatie voor de elliptische melkwegstelsels en de bijgewerkte extinctie, is 2,85 ± 0,36 Mpc.
De grotere (≥3 Mpc) afstanden die in de afgelopen 20 jaar zijn gemeld, impliceren dat Maffei 1 nooit dicht genoeg bij de Lokale Groep is geweest om zijn dynamica significant te beïnvloeden.
Maffei 1 verwijdert zich van de Zon met een snelheid van ongeveer 66 km/s. Zijn snelheid ten opzichte van het massamiddelpunt van de Lokale Groep is echter 297 km/s weg. Dat betekent dat Maffei 1 deelneemt aan de algemene uitdijing van het heelal.

## Fysieke eigenschappen

### Grootte en vorm

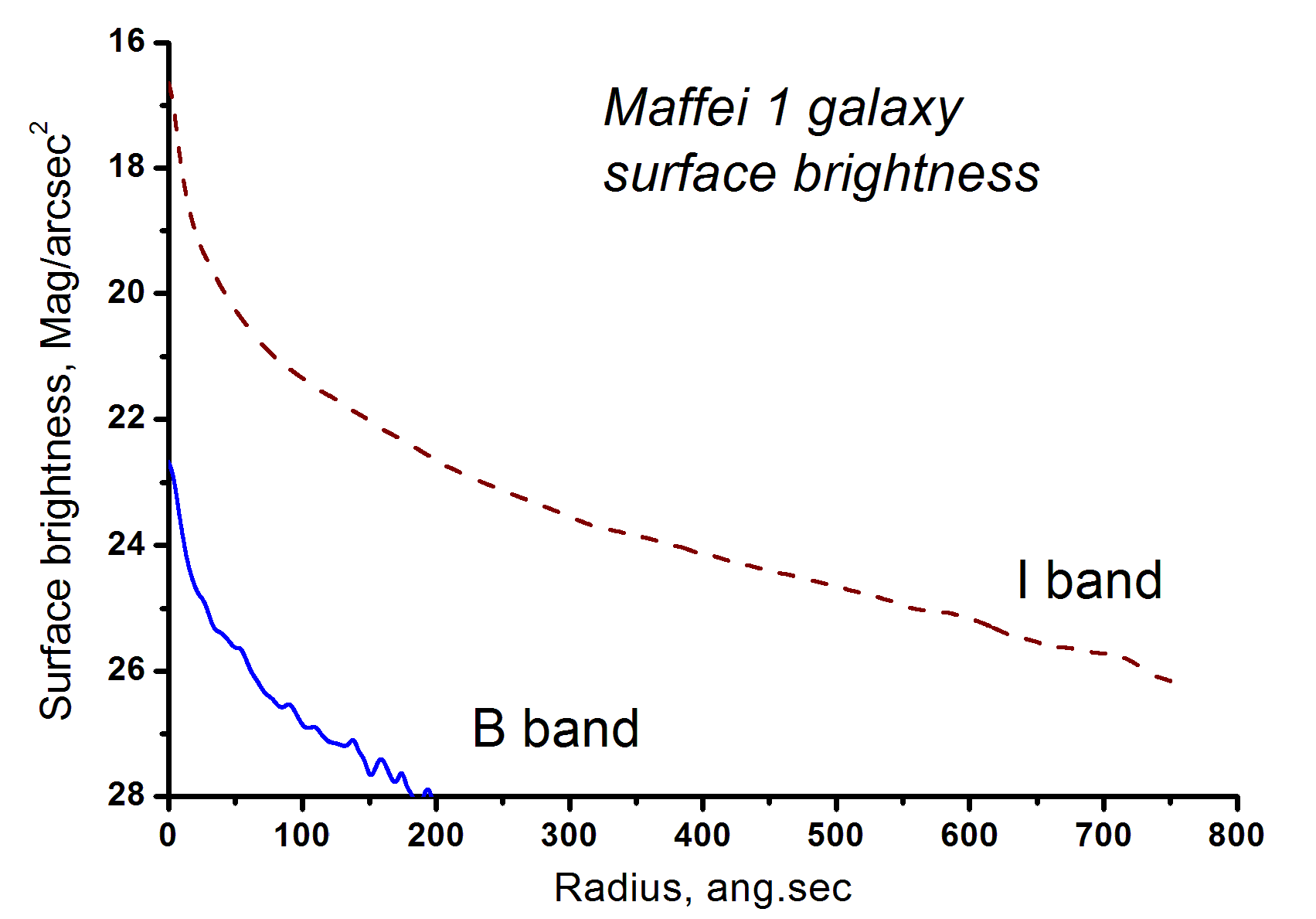
Het helderheidsprofiel van het oppervlak van Maffei 1 in het blauwe (B-band) en nabij-infrarode (I-band) licht

Maffei 1 is een massief elliptisch sterrenstelsel dat in het Hubble-classificatieschema is ingedeeld als type E3. Dit betekent dat het enigszins afgeplat is, waarbij zijn halve korte as 70% van zijn halve lange as bedraagt. Maffei 1 heeft ook een doos-vorm (E(b)3 type), terwijl zijn centrale regio (straal ≈ 34 pc) een tekort aan lichtemissie heeft in vergelijking met de r1/4 wet van de Vaucouleur, wat betekent dat Maffei 1 een kerntype elliptisch stelsel is. Zowel de vorm als de aanwezigheid van een kern met relatief zwakke lichtkracht zijn typisch voor intermediaire tot massieve elliptische sterrenstelsels.
De schijnbare afmetingen van Maffei 1 hangen sterk af van de golflengte van het licht vanwege de zware verduistering door de Melkweg. In blauw licht is hij 1-2′ in doorsnee, terwijl zijn hoofdas in het nabije infrarood 23′ bereikt - meer dan 3/4 van de diameter van de maan. Op een afstand van 3 Mpc komt dit overeen met ongeveer 23 kpc. De totale zichtbare absolute magnitude van Maffei 1, MV=-20,8, is vergelijkbaar met die van de Melkweg.

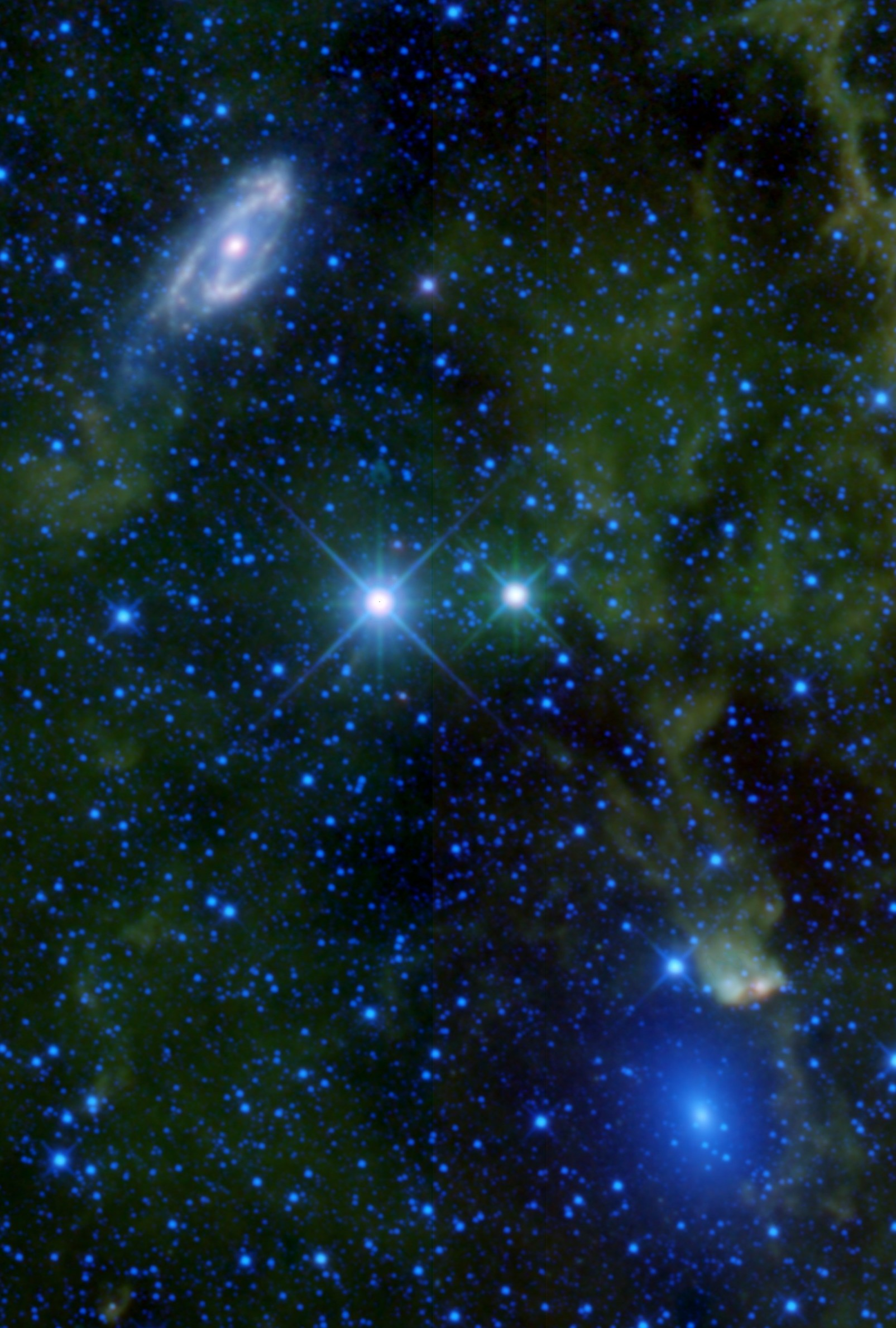
Maffei 1 is het blauwachtige elliptische object in de rechterbenedenhoek.

### Kern
Maffei 1 heeft een kleine blauwe kern in zijn centrum, ongeveer 1,2 pc in doorsnee. Deze bevat ongeveer 29 zonsmassa's aan geïoniseerde waterstof. Dit impliceert dat hij stervorming heeft ondergaan. Er zijn geen tekenen van een actieve galactische kern (AGN) in het centrum van Maffei 1. De röntgenstraling van het centrum is uitgebreid en is waarschijnlijk afkomstig van een aantal stellaire bronnen.

### Sterren en stellaire clusters
Maffei 1 bestaat voornamelijk uit oude metaalrijke sterren van meer dan 10 miljard jaar oud. Als groot elliptisch sterrenstelsel wordt verwacht dat Maffei 1 een aanzienlijke populatie van bolvormige sterrenhopen herbergt (ongeveer 1100). Maar door de zware absorptie van de melkweg kon er lange tijd geen enkele worden geïdentificeerd. Waarnemingen door de Hubble Space Telescope in 2000 onthulden ongeveer 20 kandidaten voor bolvormige sterrenhopen in het centrale deel van het stelsel. Latere infraroodwaarnemingen door telescopen op de grond vonden ook een populatie van heldere kandidaten voor bolvormige sterrenhopen.

## Groep
Maffei 1 is een van de belangrijkste leden van een nabije groep van sterrenstelsels. De andere leden van de groep zijn de reuzenspiraalstelsels IC 342 en Maffei 2. Maffei 1 heeft ook een kleine satelliet-spiraalstelsel Dwingeloo 1 en een aantal dwergsatellieten zoals MB1. De IC 342/Maffei-groep is een van de groepen van sterrenstelsels die het dichtst bij de melkweg staan.